# 弘济桥
弘济桥是一座位于中国河北省邯郸市永年区东桥村的古桥，第六批全国重点文物保护单位。此桥始建年代不详，明万历年间重修。